# MiniMundos
MiniMundos (no original em inglês: SmallWorlds) foi um mundo virtual e serviço de rede social criado em 2008 por Sam Morgan da Outsmart Games, uma empresa privada com sede em Auckland, Nova Zelândia. O jogo era destinado a pessoas maiores de 13 anos e permite aos usuários criar seus próprios espaços, roupas, missões e atividades. Tinha duas moedas, uma que é ganha através de experiência e outra comprada com dinheiro real. Os jogadores acessam o jogo através dos navegadores e em redes sociais como o Facebook. Em 2009 o jogo lançou uma versão incorporável com o Hi5.
Em 2011, MiniMundos tinha quase seis milhões de jogadores registrados, arrecadando US$ 2,5 milhões. Além disso, o jogo ganhou o prêmio de computação social no Adobe MAX Awards de 2009 e foi usado como uma ferramenta de aprendizagem virtual usada em um projeto nas escolas da Nova Zelândia.
Em setembro de 2012 a versão brasileira do jogo foi lançada.
No dia 12 de março de 2018, o jogo anunciou que encerraria suas atividades. O encerramento ocorreu em 8 de abril de 2018. A empresa fornecedora do produto alegava problemas financeiros.
No dia 22 de julho de 2022, foi lançada uma versão alternativa do jogo, denominada MiniMania, pela nova empresa SolarWish Games. Os proprietários afirmam que mantêm uma relação amistosa com os detentores dos direitos autorais do jogo original.